# Antártica (região)
A Antártica é uma região polar situada em torno do Polo Sul da Terra, oposta à região Ártica que circunda o Polo Norte.

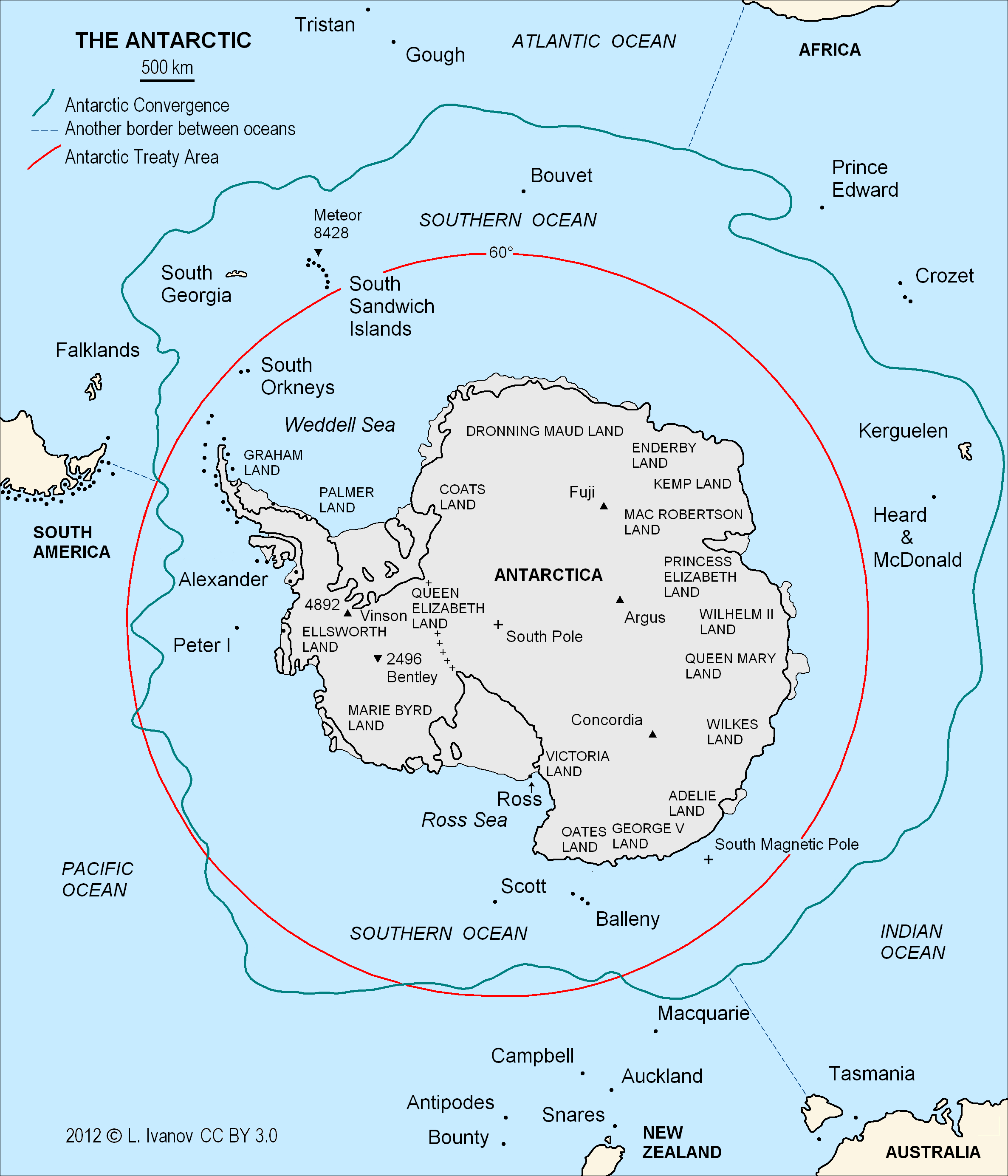
Mapa da região antártica, incluindo a Convergência Antártica e o Paralelo 60 S

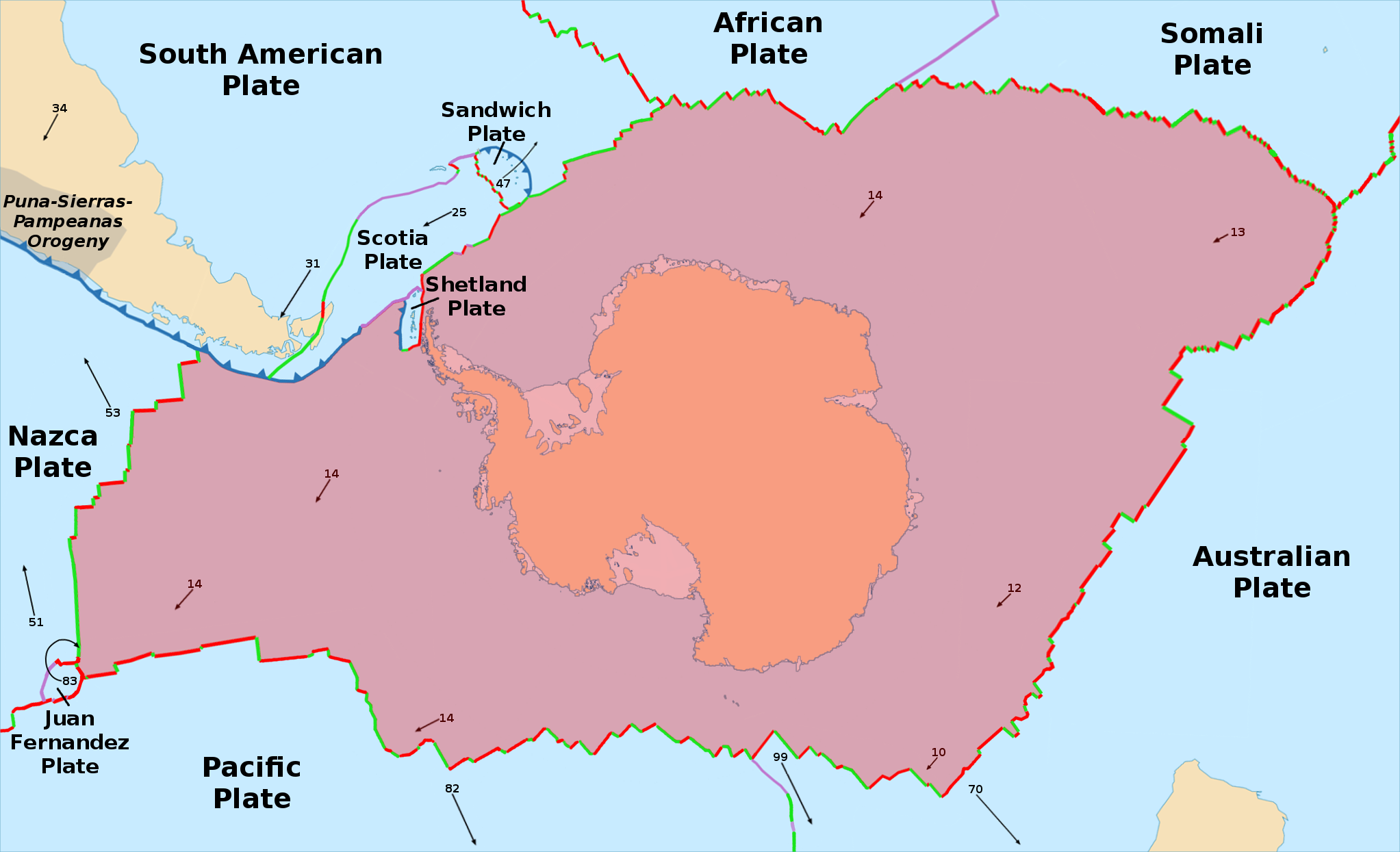
Placa da Antártica

A Antártica compreende o continente da Antártida, o Planalto de Kerguelen e outros territórios insulares localizados na Placa da Antártica ou ao sul da Convergência Antártica. A região inclui as plataformas de gelo, as águas e todos os territórios insulares no Oceano Antártico situados ao sul da Convergência Antártica, uma zona com aproximadamente 32 a 48 km de largura e latitude variável sazonalmente. A região cobre cerca de 20% do Hemisfério Sul, dos quais 5,5% (14 milhões de km2) é a área de superfície do próprio continente Antártico. Toda a terra e as plataformas de gelo ao sul do paralelo 60 S são administradas pelo Sistema do Tratado da Antártica. Biogeograficamente, o reino Antártico é uma das oito regiões biogeográficas da superfície terrestre.

## Geografia

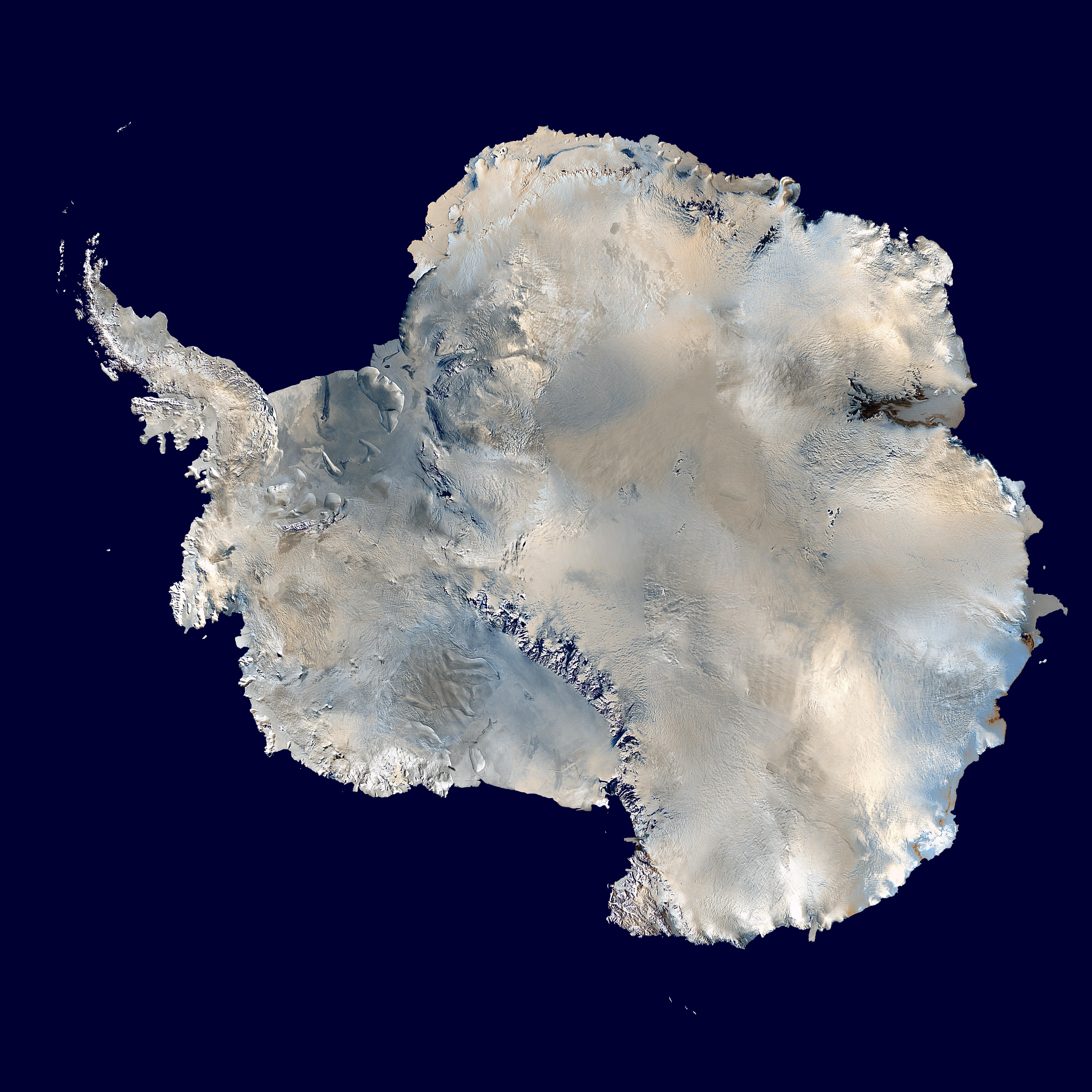
Imagem de satélite da NASA de outubro de 2006, Antártica sem sua periferia de gelo marinho não fixado

Mapa das viagens antárticas de Anthony de la Roché e outros no Oceano Antártico

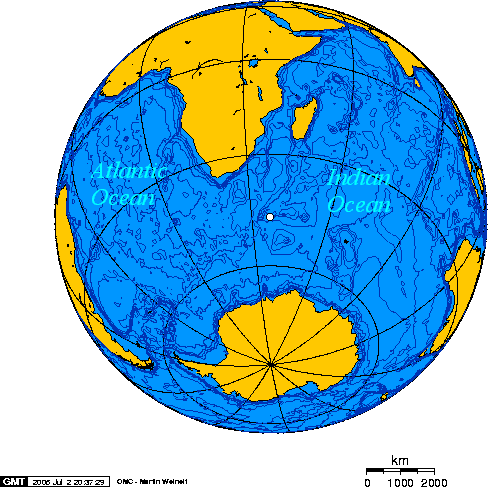
Localização da Antártica em um mapa da Terra

Conforme definido pelo Sistema do Tratado da Antártica, a região da Antártica é tudo o que está ao sul do paralelo 60 S. A área do Tratado abrange a Antártica e os arquipélagos das Ilhas Balleny, Ilha de Pedro I, Ilha Scott, Ilhas Órcades do Sul e Ilhas Shetland do Sul. No entanto, essa área não inclui a Convergência Antártica, uma zona de transição onde as águas frias do Oceano Antártico colidem com as águas mais quentes do norte, formando uma fronteira natural para a região. Como a Convergência muda sazonalmente, a Convenção para Conservação dos Recursos Vivos Marinhos Antárticos aproxima a linha de Convergência unindo pontos específicos ao longo dos paralelos de latitude e meridianos de longitude. A implementação da convenção é gerenciada por uma comissão internacional com sede em Hobart, na Austrália, por um sistema eficiente de cotas anuais de pesca, licenças e inspetores internacionais nos navios de pesca, bem como vigilância por satélite.
As ilhas situadas entre o paralelo de latitude 60°S ao sul e a Convergência Antártica ao norte e suas respectivas zonas econômicas exclusivas de 370 km, estão sob a jurisdição nacional dos países que as possuem: ilhas Geórgia do Sul e Sandwich do Sul (Reino Unido), Ilha Bouvet (Noruega) e Ilhas Heard e McDonald (Austrália).
As Ilhas Kerguelen (França, também um território ultramarino da UE) estão situadas na área da Convergência Antártica, enquanto a Ilha Grande da Terra do Fogo, as Ilhas Falkland, a Ilha dos Estados, a Ilha Hornos com o Cabo Horn, as Ilhas Diego Ramírez, a Ilha Campbell, a Ilha Macquarie, as Ilhas Amesterdã e São Paulo, as Ilhas Crozet, as Ilhas Prince Edward, a Ilha Gonçalo Álvares e o grupo Tristão da Cunha permanecem ao norte da Convergência e, portanto, fora da região antártica.

## Ecologia

### Antártica
Uma variedade de animais vive na Antártica pelo menos durante parte do ano, incluindo:
- Focas
- Pinguins
- Caminheiro-da-Geórgia-do-Sul
- Albatrozes
- Petréis-da-Antártica
- Baleias
- Peixes, como o peixe-gelo-da-Antártida e o bacalhau-da-Antártida
- Lulas, incluindo a lula-colossal
- Krill antártico

A maior parte do continente antártico é permanentemente coberta por gelo e neve, deixando menos de 1% da terra exposta. Há apenas duas espécies de plantas com flores, a erva-pilosa-Antártica e a pêra-da-Antártida, mas há uma variedade de musgos, hepáticas, líquens e macrofungos.

### Ilhas Subantárticas
A biodiversidade entre a flora e a fauna terrestres é baixa nas ilhas: estudos teorizaram que o clima rigoroso foi o principal contribuinte para a riqueza de espécies, mas várias correlações foram encontradas com a área, a temperatura, o afastamento das ilhas e a estabilidade da cadeia alimentar. Por exemplo, os insetos herbívoros são pouco numerosos devido à baixa riqueza de plantas e, da mesma forma, o número de pássaros nativos está relacionado aos insetos, que são a principal fonte de alimento.
- Isla de los Estados (Argentina)
- Isla Grande de Tierra del Fuego (Chile)

## Conservação

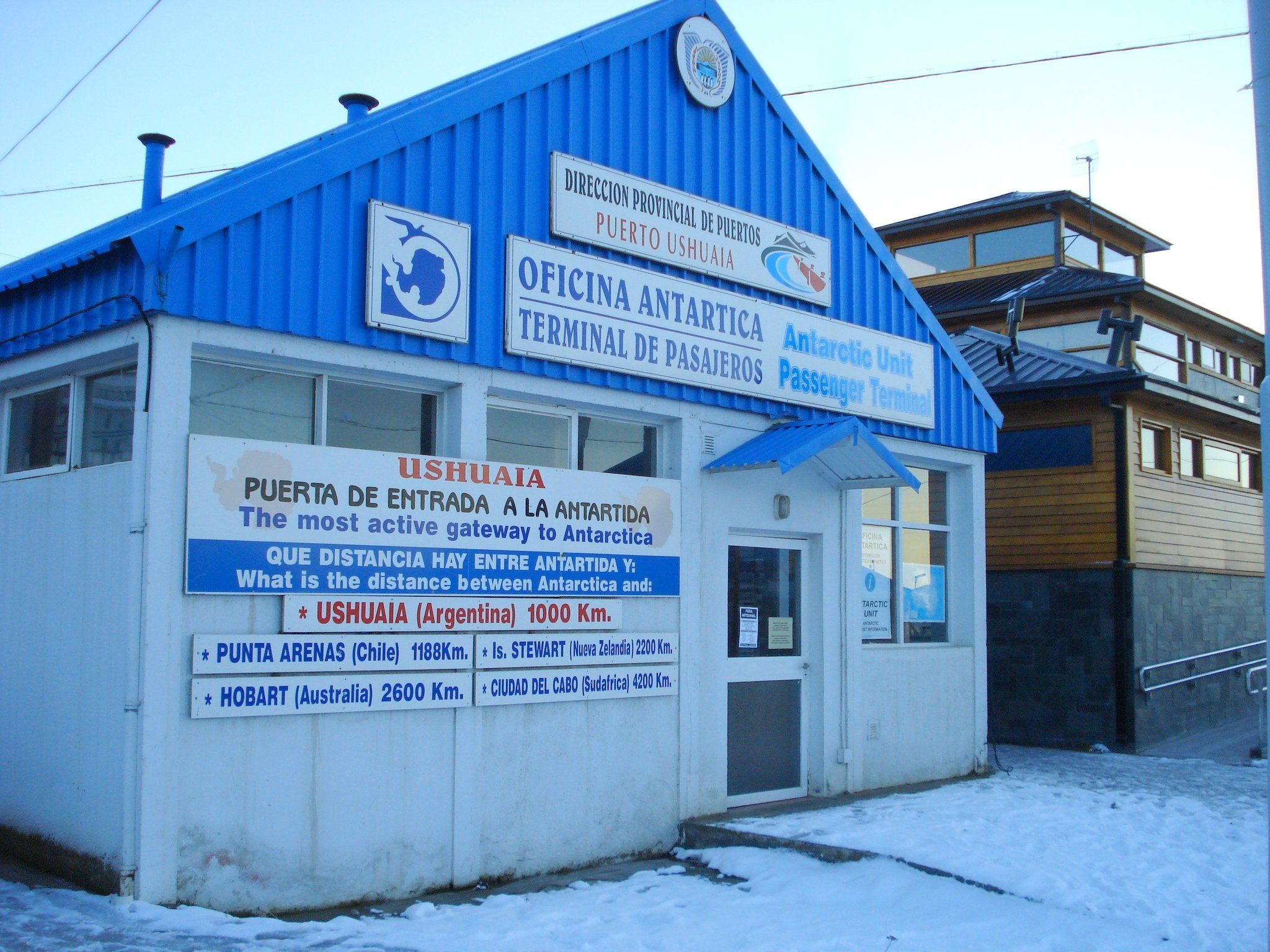
Unidade Antártica no porto de Ushuaia, Argentina

A Antártica abriga a maior área protegida do mundo, com 1,07 milhão de km², a Área de Proteção Marinha das Ilhas Geórgia do Sul e Sandwich do Sul, criada em 2012, que excede a área de superfície de outro vasto território protegido, o Parque Nacional da Groenlândia, com 972.000 km². (Embora a Área de Proteção Marinha do Mar de Ross, criada em 2016, ainda seja maior, com 1,55 milhão de km², sua proteção deve expirar em 35 anos.) Para proteger a área, todos os navios antárticos com mais de 500 toneladas estão sujeitos a regulamentações obrigatórias de acordo com o Código Polar, adotado pela Organização Marítima Internacional (em vigor desde 1º de janeiro de 2017).

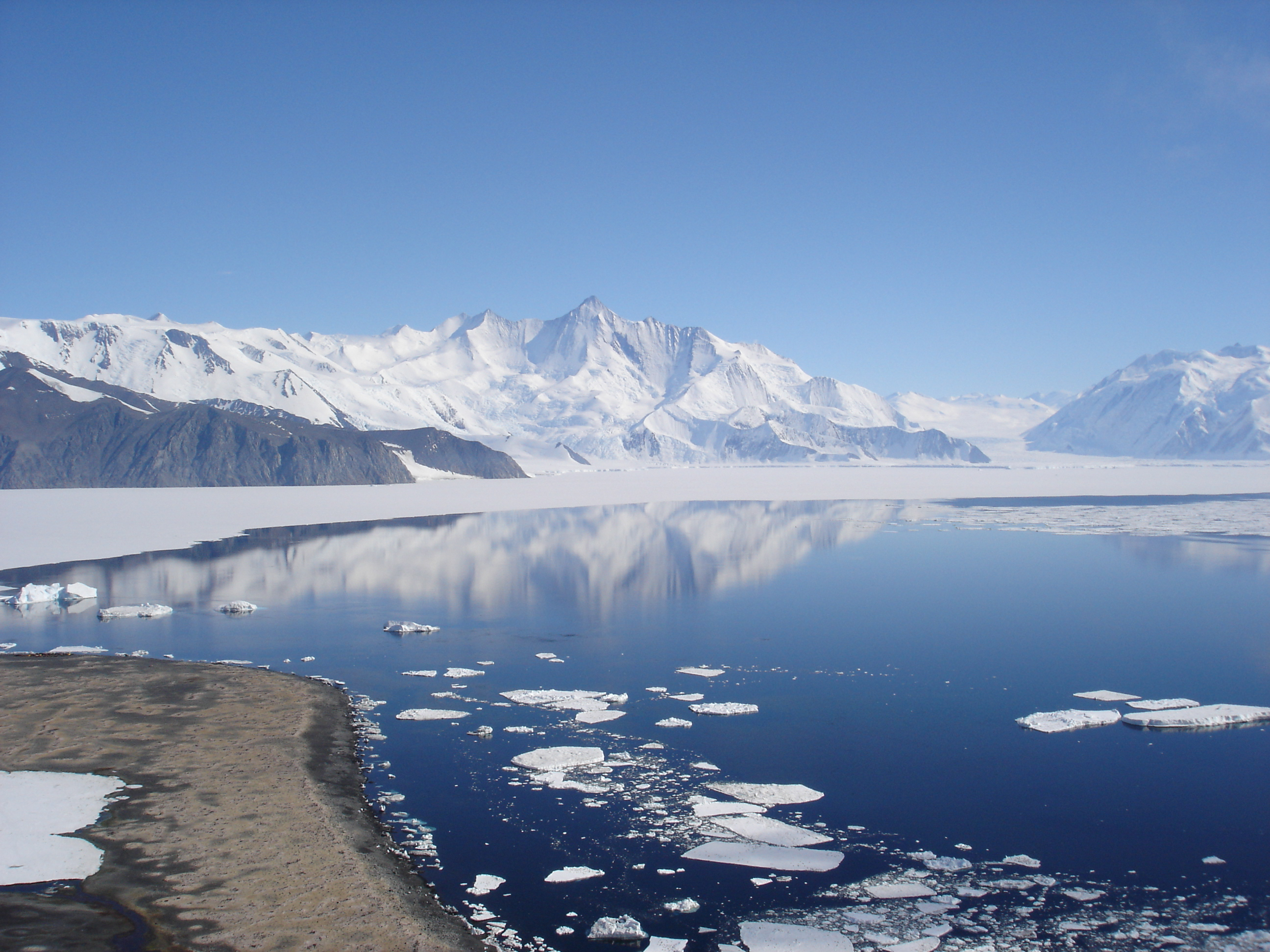
Baía de Moubray e Monte Herschel no leste da Antártica

## Sociedade

### População

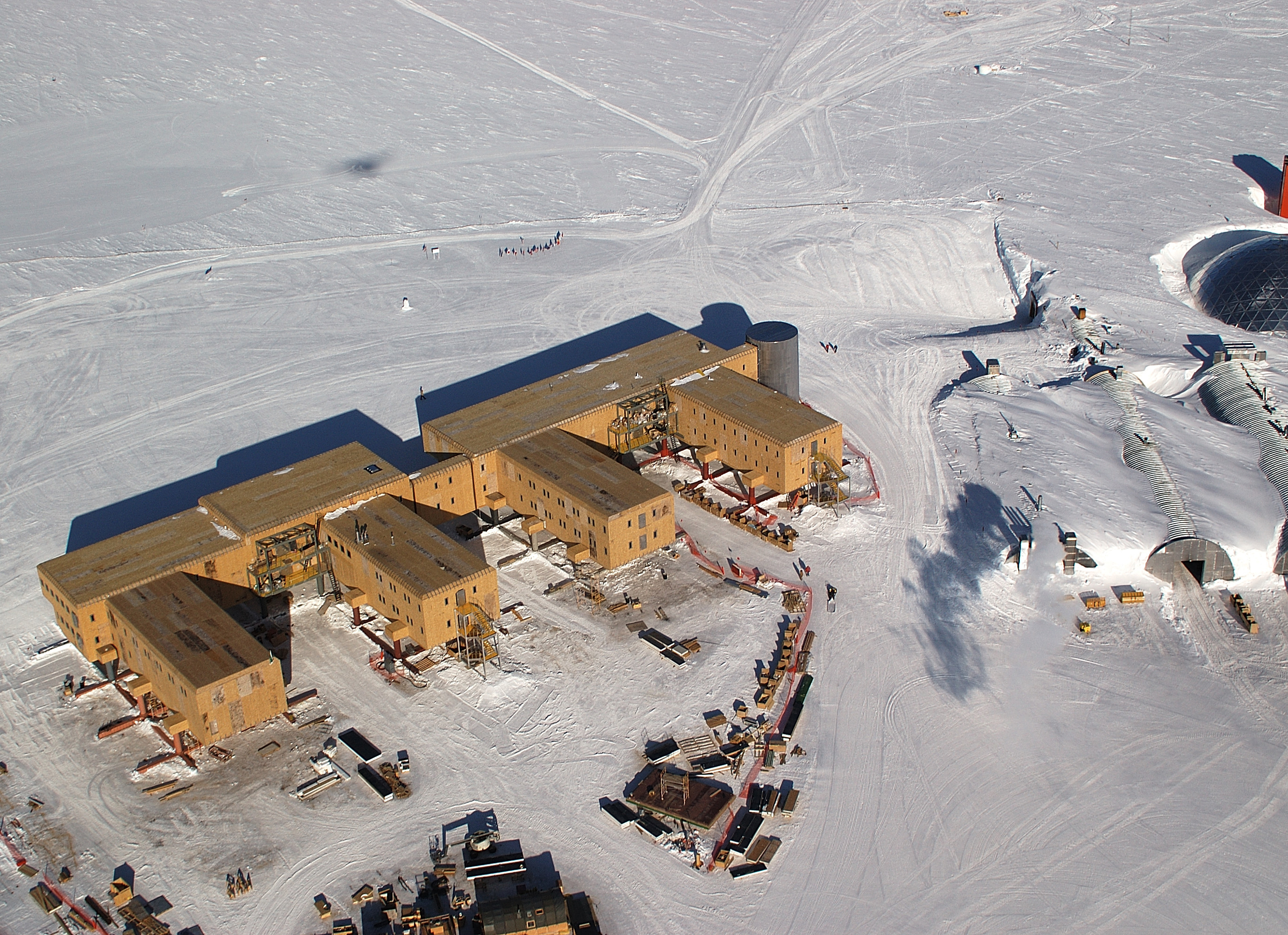
Estação Polo Sul Amundsen-Scott, o Polo Sul geográfico, com sua placa de sinalização ao fundo

O primeiro registro de avistamento da Antártida é creditado ao espanhol Gabriel de Castilla, que relatou ter visto montanhas distantes cobertas de neve ao sul em 1603. A primeira terra antártica descoberta foi a ilha de Geórgia do Sul, visitada pelo comerciante inglês Anthony de la Roché em 1675. Embora os mitos e as especulações sobre uma Terra Australis ("Terra do Sul") remontem à antiguidade, o primeiro avistamento confirmado do continente da Antártica é comumente aceito como tendo ocorrido em 1820 pela expedição russa de Fabian Gottlieb von Bellingshausen e Mikhail Lazarev em Vostok e Mirny.
O australiano James Kerguelen Robinson (1859-1914) foi o primeiro ser humano a nascer na Antártica, a bordo do navio de caça às focas Offley no Golfo de Morbihan (Royal Sound na época), Ilha Kerguelen, em 11 de março de 1859. O primeiro ser humano nascido e criado em uma ilha antártica foi Solveig Gunbjørg Jacobsen, nascido em 8 de outubro de 1913 em Grytviken, Geórgia do Sul.

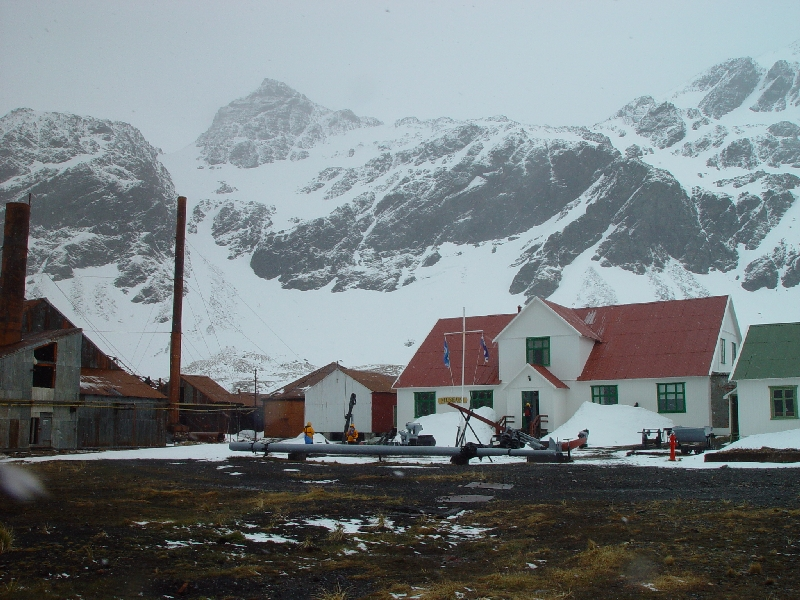
Museu da Geórgia do Sul, Grytviken

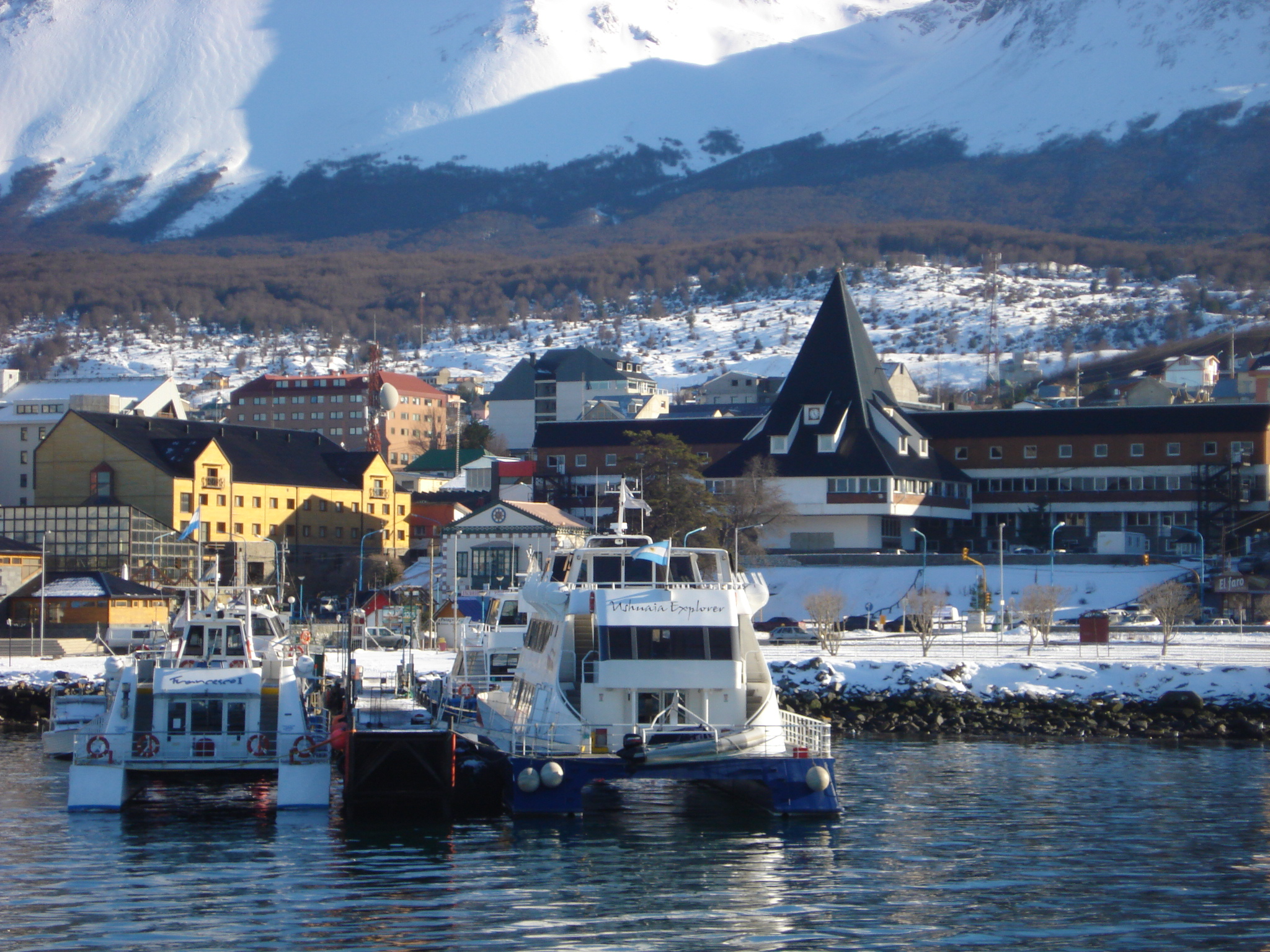
Ushuaia, na Argentina, é a porta de entrada mais ativa para a Antártica.

Emilio Marcos Palma (nascido em 7 de janeiro de 1978) é um argentino que foi a primeira pessoa documentada nascida no continente antártico na Base Esperanza. Seu pai, o capitão Jorge Palma, era chefe do destacamento do exército argentino na base. Embora dez pessoas tenham nascido na Antártica desde então, o local de nascimento de Palma continua sendo o mais austral. No final de 1977, Silvia Morella de Palma, que estava grávida de sete meses, foi transportada de avião para a Base Esperanza, a fim de completar sua gravidez na base. O transporte aéreo foi parte das soluções argentinas para a disputa de soberania sobre o território da Antártica. Emilio recebeu automaticamente a cidadania argentina do governo, já que seus pais eram cidadãos argentinos e ele nasceu na reivindicada Antártica Argentina. Palma pode ser considerado o primeiro antártico nativo.
A região da Antártica não tinha população nativa quando foi descoberta pela primeira vez, e seus habitantes atuais compreendem alguns milhares de pessoas transitórias científicas e outras que trabalham em turnos de serviço nas várias dezenas de estações de pesquisa mantidas por vários países. No entanto, a região é visitada por mais de 40.000 turistas anualmente, sendo os destinos mais populares a área da Península Antártica (especialmente as Ilhas Shetland do Sul) e a Ilha Geórgia do Sul.
Em dezembro de 2009, o crescimento do turismo na Antártica, com consequências para a ecologia e a segurança dos viajantes em sua grande e remota natureza selvagem, foi observado em uma conferência na Nova Zelândia por especialistas dos signatários do Tratado da Antártida. Os resultados definitivos da conferência foram apresentados na reunião dos Estados do Tratado da Antártida no Uruguai, em maio de 2010.

### Fusos horários
Como a Antártica circunda o Polo Sul, ela está teoricamente localizada em todos os fusos horários. Para fins práticos, os fusos horários geralmente se baseiam em reivindicações territoriais, no fuso horário do país proprietário ou da base de suprimentos de uma estação.

## Lista de ilhas em alto-mar

### Ao norte de 60°S de latitude
- Ilha Bouvet (Noruega)
- Ilha Heard e Ilhas McDonald (Austrália)
  - Ilha Heard
  - Ilha McDonald
- Ilhas Kerguelen (França)
- Ilhas Geórgia do Sul e Sandwich do Sul (Reino Unido)
  - Ilhas Geórgia do Sul
    - Shag Rocks
    - Geórgia do Sul

  - Ilhas Sandwich do Sul

### Ao sul de 60°S de latitude
- Ilhas Balleny (Tratado da Antártida)
- Ilha de Pedro I (Tratado da Antártida)
- Ilha Scott (Tratado da Antártida)
- Ilhas Órcades do Sul (Tratado da Antártida)
- Ilhas Shetland do Sul (Tratado da Antártida)